# Karatsu

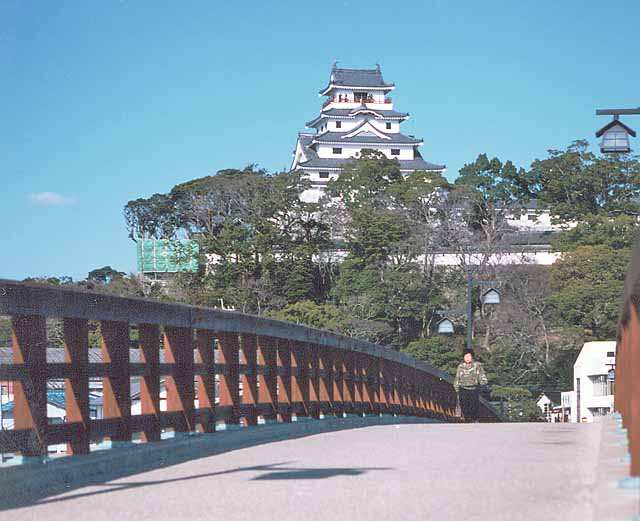
Castillo de Karatsu

Karatsu (唐津市 Karatsu-shi?) es una ciudad japonesa localizada en la prefectura de Saga en la isla de Kyūshū, Japón.  Su nombre se compone de las raíces en idioma japonés de las palabras 唐 kara (China, o Asia del este en general), y 津 tsu (puerto), su nombre representa la importancia histórica como un antiguo puerto cumercial entre Japón con China y Corea. El área central de Karatsu, la cual no incluye las antiguas ciudades y aldeas del distrito de Higashimatsuura, tiene una población de 78,386.

## Geografía
Debido a su cercanía con Asia continental, Karatsu ha sido conocido como un puerto de paso a Korea y China.
- Montañas: Monte Sakurei (887.1 m), Monte Hachiman (763.6 m), Monte Tonbo (535 m)

### Municipios adyacentes
- Prefectura de Saga
  - Genkai
  - Imari
  - Saga
  - Takeo
  - Taku
- Prefectura de Fukuoka
  - Itoshima

## Historia
Bajo el sistema ritsuryō, el área de la ciudad actual era parte de la provincia de Hizen. En 1591 en la costa de la parte norte la ciudad (antiguamente el pueblo de Chinzei), fue construido el castillo de Nagoya. El año siguiente, se convirtió la ubicación desde la cual la guerra de Imjin fue encabezada por Toyotomi Hideyoshi. En la mitad del año 1593, Terasawa Hirotaka creó el dominio de Karatsu y comenzó a gobernarlo. En 1602, para reemplazar el castillo de Nagoya, el castillo Karatsu fue construido en lo que ahora se encuentra el corazón de la ciudad de Karatsu. La torre del castillo de Karatsu fue construida en 1966 .
- 1889-04-01 - El sistema municipal moderno fue establecido en Japón. La región de la ciudad actual es ocupada por 1 pueblo, Karatsu, y 19 aldeas: Hamasaki, Irino, Kagami, Karatsu, Kirigo, Kitahata, Kuri, Kyūragi, Minato, Mitsushima, Nagoya, Nanayama, Ōchi, Ōmura, Onizuka, Sashi, Uchiage, and Yobuko.
- 1896-07-28 - Ōmura es renombrada como Tamashima.
- 1922-07-01 - Hamasaki obtiene el estatus de pueblo.
- 1922-11-01 - Nagoya cambia el kanji de su nombre.
- 1924-01-01 - Mitsushima es incorporada en el pueblo Karatsu.
- 1928-08-01 - Yobuko obtiene el estatus de pueblo.
- 1931-02-01 - La aldea Karatsu Village se convierte en pueblo.
- 1932-01-01 - El pueblo de Karatsu obtiene el estatus de ciudad.
- 1935-09-01 - Sashi y Ōchi ambos obtienen una vez más el estatus de pueblo.
- 1941-11-03 - Sashi es incorporado dentro del pueblo de Karatsu.
- 1952-05-03 - Kyūragi obtiene el estatus de pueblo.
- 1954-11-01 - Kagami, Kuri, Minato y Onizuka son todos incorporados dentro del pueblo de Karatsu.
- 1956-09-30 - Hamasaki y Tamashima se unen para formar el pueblo de Hamasaki-Tamashima, mientras que Nagoya y Uchiage se unen para formar el pueblo Chinzei.
- 1958-11-01 - Kirigo es incorporado dentro de Karatsu y Irino, e Irino obtiene el estatus de pueblo y es renombrado Hizen.
- 1966-11-01 - Hamasaki-Tamashima es renombrado Hamatama.
- 2005-01-01 - Karatsu se une con Chinzei, Hamatama, Hizen, Kitahata, Kyūragi, Ōchi y Yobuko y permanece con el nombre Karatsu.
- 2006-01-01 - Nanayama se incorpora a la ciudad de Karatsu.

## Cultura y turismo
El maravilloso castillo de Karatsu sobresale a la vista de este pueblo-castillo.
La ciudad de Karatsu es famosa por el festival llamado Karatsu Kunchi, el cual es llevado a cabo anualmente desde el 2 de noviembre al 4 de noviembre y es visitado por aproximadamente 500,000 turistas de todo Japón y otros países. El festival consiste de 14 hikiyama (carrozas hechas de muchas capas de papel maché) siendo transportadas alrededor de las estrechas calles de la ciudad a las llamados de "Enya!".  Algunos miembros hikiyama dicen "Yoisa!". Regularmente durante el Karatsu Kunchi, la gente de este pueblo abre las puertas de su casa a amigos y extraños para comer y beber, el principal objetivo es disfrutar la comida, la cerveza, el shochu y tener una conversación animada.  

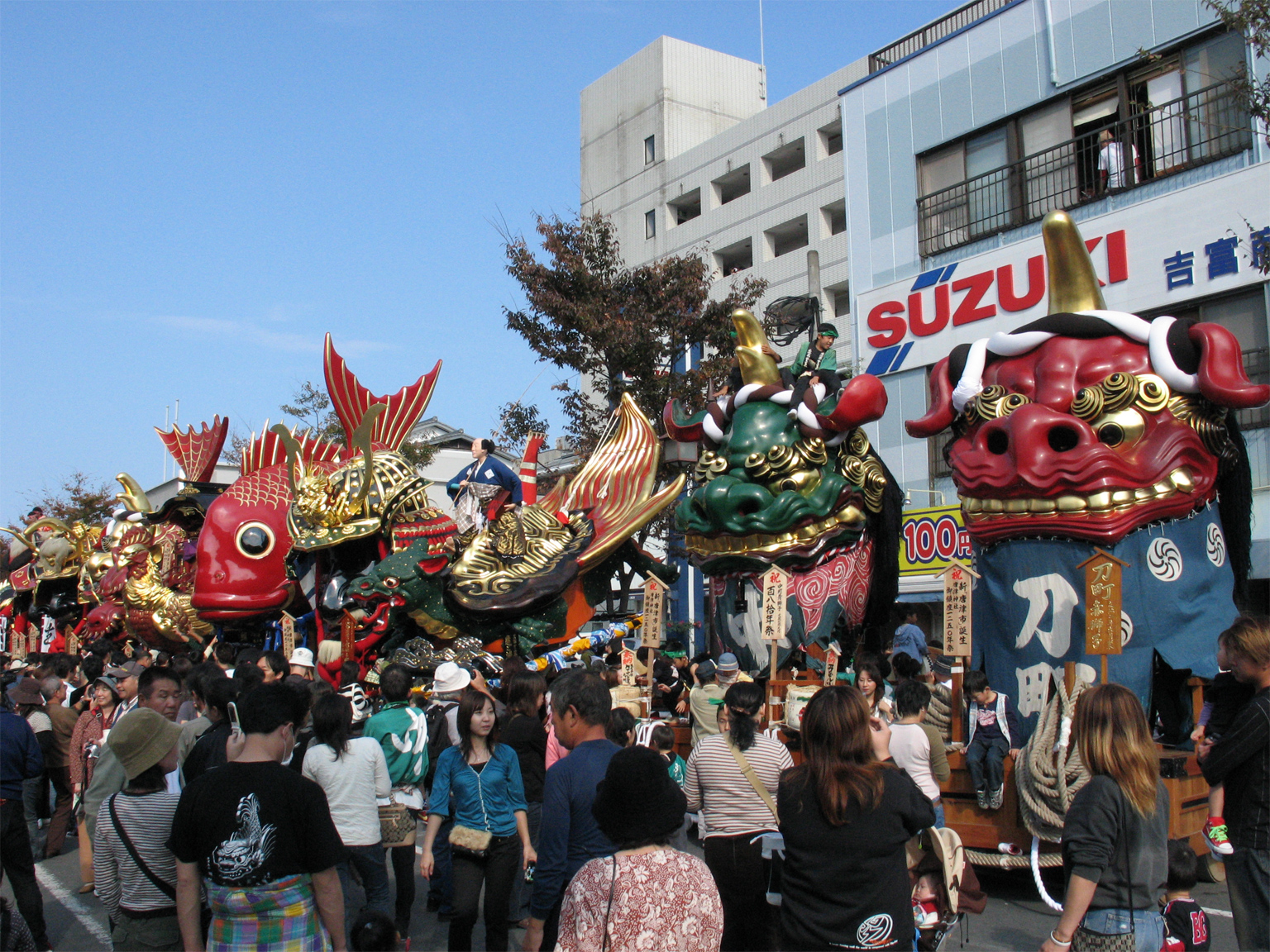
El festival de Karatsu Kunichi es famoso en todo Kyūshū

Entre la estación Karatsu (唐津駅) y la principal central de bus (大手口バスセンター) es una zona que abarca más de 170 metros que contiene muchas tiendas que se especializan en el Karatsu Kunchi omiyage, y la cerámica local de gran influencia Coreana llamada "Karatsu Yaki" ya que se referiere artículos japoneses de cerámica de origen coreano. La fecha actual de producción de los 'Karatsu Yaki' se cree que haya iniciado "durante la primera mitad del siglo XVI, a finales del período Muromachi."

### Yobuko
El antiguo pueblo de Yobuko se unió a Karatsu el 1 de enero de 2005.
Yobuko es famoso por su calamar fresco, Ika (烏賊) (いか） en japonés, el cual se ofrece al estilo sashimi. Yobuko atrae también turistas locales que vienen a ver el gran puente de Yobuko (呼子大橋).
Yobuko tiene un festival  conocido como Yobuko Tsunahiki (呼子大綱引), o el tira y afloja de Yobuko, el cual se lleva a cabo anualmente en el primer sábado y domingo de junio. El evento consiste en una gran competencia de tira y afloja entre dos facciones del pueblo, los pescadores y los granjeros, y la leyenda local dice que si la facción de las colinas gana habrá buena cosecha en ese año, y si gana la facción del mar, habrá buena pesca ese año.

### Playas
Hamatama es una de las mejores playas en la prefectura de Saga. Se encuentra cerca del centro de Karatsu y se puede llagar a ella a través de la Línea Chikuhi.

## Ciudades hermanas
- Reihoku, Japón
- Yangzhou, China
- Yeosu, Corea del sur
- Seogwipo, Corea del sur

## Educación

### Escuelas superiores prefecturales
- Escuela secundaria comercial de Karatsu
- Escuela secundaria Karatsu Higashi
- Escuela secundaria Karatsu Minami
- Escuela secundaria Karatsu Nishi
- Escuela secundaria Karatsu Seisho
- Escuela secundaria Técnica Karatsu
- Escuela secundaria Kyūragi

### Escuelas secundarias y escuelas primarias municipales
- Escuelas secundarias: 25
- Escuelas primarias: 44

### Escuelas de formación profesional nacionales
- Escuela Politécnica Martime de Karatsu

### Escuelas para discapacitados
- Escuela prefectural de Saga Hukubo para discapacitados

## Transporte

### Aire
El aeropuerto más cercano es el aeropuerto de Saga y el aeropuerto de Fukuoka.

### Vías
- JR Kyūshū
  - Línea Karatsu
    - Estación Kyūragi - Estación Iwaya - Estación Ōchi - Estación Honmutabe - Estación Yamamoto - Estación Onizuka - Estación Karatsu - Estación Nishi-Karatsu

  - Línea Chikuhi (conectada con el metro la ciudad de Fukuoka Línea Kūkō)
    - (desde Fukuoka) Estación Hamasaki - Estación Nijinomatsubara - Estación Higashi-Karatsu - Estación Watada - Estación Karatsu
    - (hasta Imari) Estación Honmutabe - Estación Hizen-Kubo - Estación Nishi-Ōchi - Estación Sari

### Carretera
- Autopistas:
  - Autopista Nishi-Kyūshū

- Carreteras nacionales:
  - Ruta 202
  - Ruta 203
  - Ruta 204
  - Ruta 323
  - Ruta 382

- Principales Avenidas prefecturales: 
  - Karatsu-Yobiko Ruta 23
  - Imari-Hatagawachi-Kyūragi Ruta 32
  - Karatsu-Hizen Ruta 33
  - Kyūragi-Fuji Ruta 37
  - Ōchi-Yamauchi Ruta 38
  - Hamatama-Ōchi Ruta 40
  - Hizen-Yobiko Ruta 47
  - Karatsu-Kitahata Ruta 50
  - Yamamoto-Hatatsu Ruta 52